# Hajer Bahouri
Hajer Bahouri (* 30. März 1958 in Tunis) ist eine tunesisch-französische Mathematikerin, die sich mit partiellen Differentialgleichungen befasst.
Sie studierte ab 1977 Mathematik an der Universität Tunis mit dem Abschluss 1979. Für ihre herausragende akademische Leistung wurde sie mit dem tunesischen Präsidentenpreis für die beste Studienleistung auf nationaler Ebene ausgezeichnet.
Danach setzte sie ihr Studium in Paris fort mit dem DEA-Abschluss 1980 an der Universität Paris-Süd und wurde dort 1982 bei Serge Alinhac promoviert (Unicité et non unicité du probléme de Cauchy pour des opérateurs à symbole réel). Alinhac galt als ein Experte für hyperbolische Differentialgleichungen und hatte zuvor an der Universität Paris VII und an der Purdue University in den Vereinigten Staaten gelehrt.
Ihre erste wissenschaftliche Veröffentlichung, die 1983 erschien, trug den Titel Non unicité du problème de Cauchy pour des opérateurs à symbole principal réel und basierte auf Ergebnissen ihrer Dissertation.
Danach forschte sie an der École polytechnique und war 1984 bis 1988 Maitre de conferences an der Universität Paris-Süd und Rennes I. Ihre zweite Veröffentlichung erschien 1986 unter dem Titel Non prolongement unique des solutions d'opérateurs "Somme de carrés", worin sie die Nichtexistenz der eindeutigen Fortsetzung für bestimmte Operatoren untersucht.
Im Jahr 1987 erfolgte die Habilitation (Thèse d’Etat) an der Universität Paris-Süd (Unicité, non unicité et continuité Hölder du problème de Cauchy pour des équations aux dérivées partielles. Propagation du front d’onde {\displaystyle C^{\rho }} pour des équations non linéaires). Im selben Jahr veröffentlichte sie gemeinsam mit Luc Robbiano die Arbeit Unicité de Cauchy pour des opérateurs faiblement hyperboliques, in der zwei Eindeutigkeitssätze für das Cauchy-Problem bei schwach hyperbolischen Operatoren vorgestellt werden.
Ab 1988 war sie Professorin an der Universität Tunis, wo sie ab 2003 das Labor für Partielle Differentialgleichungen leitete. Zunächst wurde sie dort als Professorin 2. Klasse an der Fakultät für Naturwissenschaften ernannt und 1993 zur Professorin 1. Klasse befördert.
Von 2002 bis 2004 war sie daneben Chargé de cours an der École Polytechnique. Ihre Lehrtätigkeit an der École Polytechnique in Palaiseau setzte sie parallel zu ihrer Professur in Tunis fort.
Ab 2010 war sie Forschungsdirektorin des CNRS an der Universität Paris-Ost Créteil Val-de-Marne (Laboratoire d’Analyse et de Mathématiques Appliquées, LAMA). Dort wurde sie zur Leiterin der Forschung erster Klasse am Centre national de la recherche scientifique (CNRS) ernannt.
2002 war sie eingeladene Sprecherin auf dem Internationalen Mathematikerkongress in Peking (mit Jean-Yves Chemin: Quasilinear wave equations and microlocal analysis). Ihre Zusammenarbeit mit Jean-Yves Chemin ist besonders hervorzuheben: gemeinsam veröffentlichten sie insgesamt 27 von Bahouris über 60 Arbeiten.
2001 erhielt sie die tunesische Verdienstmedaille und 2016 den Prix Paul Doistau-Émile Blutet. Dieser renommierte Preis der französischen Akademie der Wissenschaften wird in der Regel alle zwei Jahre an herausragende Mathematiker verliehen.
Gemeinsam mit Jean-Yves Chemin und Raphaël Danchin veröffentlichte sie das einflussreiche Lehrbuch Fourier analysis and nonlinear partial differential equations, das sich durch eine klare Darstellung moderner Methoden der harmonischen Analyse zur Lösung nichtlinearer partieller Differentialgleichungen auszeichnet.
Sie hat vier Kinder.

## Schriften
- mit Jean-Yves Chemin, Raphaël Danchin: Fourier analysis and nonlinear partial differential equations, Grundlehren der mathematischen Wissenschaften 343, Springer 2011